# 험프리 데이비
제1대 준남작 험프리 데이비 경(영어: Sir Humphry Davy, 1st Baronet, PRS, 1778년 12월 17일~1829년 5월 29일)은 영국의 화학자이다.
콘월주 펜잔스 부근에서 태어났다. 16세에 아버지를 잃었고 생계를 위하여 약제사의 조수가 된 것이 그로 하여금 화학에 흥미를 갖게 하였다. 1798년 프리스틀리의 기체연구소에 들어갔다. 이듬해 그는 얼음을 마찰시켜 열을 발생함으로써, 라부아지에 등이 '열은 물질'이라고 하는 설에 대하여, 열은 운동이라는 것을 증명한 유명한 실험을 발표하였다. 또 같은 해, 프리스틀리가 발견한 아산화질소는 흡입이 가능하여 마취의 역할을 하는 것을 발견하였고, 또한 안면근을 경련시켜 웃는 표정을 만든다는 사실을 밝혀내었다(1800). 이 가스의 성질의 발견은 기체연구소를 매우 유명하게 만들었다. 데이비는 칼라일, 니콜슨의 물의 전기 분해가 발표(1800년 6월)되자 즉시 이를 실험하였다. 이는 마침내 데이비의 전기분해 실험과 알칼리 금속의 발견으로 연결되었다.
데이비는 전기화학에 전념하였을 뿐만 아니라 기술에 대한 관심도 컸으며, 특히 농업에 대한 관심은 1813년에 『농예화학 연구』의 출판에까지 이르렀다.
1812년, 왕립 연구소장(초빙 입소한 지 2년되던 해)직에서 물러나, 이듬해 조수 패러데이를 데리고 유럽 여행을 하였고, 귀국 후 탄광부용의 안전 등을 발명하였다(1816). 1820년에는 왕립학회 회장이 되었다. 이 사이에 데이비의 화합물을 전기분해할 수 있다는 생각은, 반대로 화합물이 전기의 힘으로 결합되어 있는 것이 아닌가 하는 생각 - 화학친화력의 정체 탐구로 유도되어, 1807년에 발표된 「전기의 약간의 화학작용에 관하여」라는 논문에서 화학친화력(化學親和力)의 정체(正體)는 전기력과 같다고 말하였다. 그러나 화학친화력을 전기에 의하여 계통적으로 설명하는 일은 베르셀리우스에 의하여 이루어졌다.
1826년 건강이 나빠져 1829년 스위스 제네바에서 50세의 나이로 사망하였다.

## 서훈
- 1819년 준남작 서임

## 참고 자료
- 이 문서에는 다음커뮤니케이션(현 카카오)에서 GFDL 또는 CC-SA 라이선스로 배포한 글로벌 세계대백과사전의 내용을 기초로 작성된 글이 포함되어 있습니다.